# Stiepnoj (Kraj Zabajkalski)
Stiepnoj (ros. Степной) – osiedle w Rosji, w Kraju Zabajkalskim, w rejonie zabajkalskim. W 2010 liczyło 559 mieszkańców.